# Broken-Hearted Girl
"Broken-Hearted Girl" é uma canção gravada pela cantora norte-americana Beyoncé, para seu terceiro álbum de estúdio I Am... Sasha Fierce. Foi composta pela própria cantora junto com Kenneth Edmonds, Mikkel Storleer Eriksen e Tor Erik Hermansen, ela também participou da produção que foi realizada em parceria com a equipe Stargate. Após ter sido anteriormente anunciada como sexto single do álbum, seu lançamento foi adiado e "Sweet Dreams" lançado em seu lugar. Posteriormente se tornou sétimo single do álbum, seu lançamento foi realizado em 28 de Agosto de 2009. Nos Estados Unidos, a música não foi lançada como single.
É uma balada de R&B e pop, caracterizada em um ritmo moderado, fazendo o uso de cordas, piano e tambor. Recebeu uma avaliação positiva dos críticos, que elogiaram o desempenho vocal da cantora e o uso do piano na música. Nas paradas musicais alcançou o top 20 na Austrália, República Checa, Alemanha e Irlanda. No videoclipe a artista relembra um relacionamento do passado, o vídeo contém cenas em sentido inverso e em preto e branco.

## Antecedentes e composição
A música foi gravada no Roc the Mic Studios em Nova Iorque. Foi composta em tonalidade de ré menor, com um ritmo de 84 batimentos por minuto na assinatura de tempo comum. A produção e a melodia é formada por cordas e uma batida de máquina de ritmos. Mariel Concepcion da Billboard escreveu que a cantora está emotiva na canção, cantando "Eu não quero um coração partido / E eu não quero ser a garota de coração partido". Contendo uma progressão harmônica de Ré–B♭–Fá(add9)–Fá–Dó/Mi, enquanto a cantora tem um alcance vocal que se estende desde a nota baixa Fá4 à nota mais alta Fá6. Mikkel Eriksen do Stargate descreveu a concepção de música como: 
| “ | Originalmente era um clássico, faixa completa de R&B, que foi escrita com Babyface. Ele entrou e mudou um acorde e escreveu as letras, em seguida, ele acrescentou uma voz em falsete que gravamos como uma demo. De lá seguimos para mudar a música de fundo, todo em torno de seu vocal. Mudamos os acordes, tudo, este é o lugar onde o solo de piano surgiu. A música está em ré menor. Acho que muitas das nossas músicas estão em tonalidades menores. Nós provavelmente inclinamos para uma expressão de mau humor melódico. É o que veio mais natural para nós. | ” |

Inicialmente foi selecionada para ser lançada como o sexto single do álbum I Am... Sasha Fierce. Porém, por razões não divulgadas, "Sweet Dreams" foi lançada em seu lugar. Sendo posteriormente lançada como o sétimo single do disco. A música foi lançada oficialmente na Austrália e na Nova Zelândia em 28 de Agosto de 2009, apesar de ter sido lançada em outros países em Outubro e Novembro de 2009. Matthew Richardson da Prefix Magazine achou a música agradável e semelhante ao trabalho de Leona Lewis.

## Recepção crítica
Colin McGuire do PopMatters disse que "a balada de piano da canção é muito mais Céline Dion do que Aretha Franklin". Nana Ekua Brew-Hammond do Village Voice chamou a canção de "trilha sonora para comédia romântica". Elysa Gardner do USA Today escolheu a música como uma das canções do I Am... Sasha Fierce que devem ser feito o download. No MTV News, Jennifer Vineyard observou o domínio do piano e das cordas na música. Ela ainda disse que a voz da artista está moderada e que por ela cantar em um tom menor, seu desempenho vocal parece ter mais energia. Mayer Nissim do site Digital Spy deu a música três estrelas de cinco, fazendo um comentário positivo sobre o uso do piano e das cordas, elogiando também o desempenho vocal da artista que foi considerado por ele como "emocionante" e sendo um dos motivos que torna ela uma das melhores cantoras de música pop de sua geração. Porém, Mayer conclui que a música não tem a mesma "atração magnética" igual a outros trabalhos feitos pela artista, como "Crazy in Love", "If I Were a Boy" e os singles do grupo Destiny's Child na fase The Writing's on the Wall / Survivor. De acordo com Michaelangelo Matos do The A.V. Club, a música é "incompleta". Para Jessica Suarez da revista digital Paste, quando ela canta no piano chorando "eu não quero ser a garota de coração partido" em um álbum sobre sua identidade, soa falso. Porém, sua voz domina excepcionalmente um som fino durante a canção.

## Videoclipe
O videoclipe da canção foi filmado em uma praia de Malibu, Califórnia, no dia 18 de Fevereiro de 2009. O vídeo foi dirigido por Sophie Muller, mesma diretora que dirigiu os clipes das músicas "Déjà Vu" e "Ring the Alarm". Foi lançado em 16 de Junho de 2009, no álbum Above and Beyoncé - Video Collection & Dance Mixes. O início do vídeo foi filmado em preto e branco, mostrando a cantora chorando em um carro, antes de começar a caminhar ao longo de uma praia. Dentro do carro ela relembra momentos que viveu durante um relacionamento, logo em seguida, ela caminha pela praia com lágrimas nos olhos, cantando a canção olhando para a câmera. Mais tarde, no clipe, as cenas do vídeo com cor são exibidas, onde a cantora pode ser vista usando várias roupas diferentes, como um longo vestido verde. A parte colorida do videoclipe mostra Beyoncé restaurando uma rosa em um efeito reverso, onde ela recoloca as pétalas que foram retiradas da rosa. O clipe termina com a cantora voltando sorridente para seu carro.

## Faixa e formato
| Austrália e Nova Zelândia CD single |                                        |         |  |
| N.º                                 | Título                                 | Duração |  |
| 1.                                  | "Broken-Hearted Girl"                  | 4:39    |  |
| 2.                                  | "Broken-Hearted Girl" (Catalyst Remix) | 4:46    |  |

| EP Digital |                                              |         |  |
| N.º        | Título                                       | Duração |  |
| 1.         | "Broken-Hearted Girl"                        | 4:37    |  |
| 2.         | "Video Phone" (extended remix com Lady Gaga) | 5:04    |  |
| 3.         | "Poison"                                     | 4:04    |  |

| Austrália, Alemanha e Nova Zelândia EP Digital |                                              |         |  |
| N.º                                            | Título                                       | Duração |  |
| 1.                                             | "Broken-Hearted Girl"                        | 4:37    |  |
| 2.                                             | "Video Phone" (extended remix com Lady Gaga) | 5:04    |  |
| 3.                                             | "Poison"                                     | 4:04    |  |
| 4.                                             | "Broken-Hearted Girl" (videoclipe)           | 4:04    |  |

| Europa CD single |                                          |         |  |
| N.º              | Título                                   | Duração |  |
| 1.               | "Broken-Hearted Girl"                    | 4:38    |  |
| 2.               | "Broken-Hearted Girl" (Alan Braxe Remix) | 3:29    |  |

| Brasil e Alemanha CD single |                                              |         |  |
| N.º                         | Título                                       | Duração |  |
| 1.                          | "Broken-Hearted Girl"                        | 4:39    |  |
| 2.                          | "Video Phone" (extended remix com Lady Gaga) | 5:04    |  |

| França download digital |                                              |         |  |
| N.º                     | Título                                       | Duração |  |
| 1.                      | "Broken-Hearted Girl"                        | 4:39    |  |
| 2.                      | "Video Phone" (extended remix com Lady Gaga) | 5:04    |  |
| 3.                      | "Poison"                                     | 4:04    |  |

| Europa maxi single |                                                            |         |  |
| N.º                | Título                                                     | Duração |  |
| 1.                 | "Broken-Hearted Girl" (Gareth Wyn Remix)                   | 6:31    |  |
| 2.                 | "Broken-Hearted Girl" (Gareth Wyn Remix 128 BPM)           | 6:48    |  |
| 3.                 | "Broken-Hearted Girl" (Alan Braxe Remix)                   | 4:18    |  |
| 4.                 | "Broken-Hearted Girl" (Alan Braxe Dub Remix)               | 7:01    |  |
| 5.                 | "Broken-Hearted Girl" (Olli Collins & Fred Portelli Remix) | 6:36    |  |
| 6.                 | "Broken-Hearted Girl" (Radio Edit)                         | 3:29    |  |

## Créditos
| - Jim Caruana – gravador de voz - Kenneth "Babyface" Edmonds – compositor - Mikkel Storleer Eriksen – instrumentos, gravador, compositor - Matt Green – mixer assistente | - Tor Erik Hermansen – instrumentos, compositor - Beyoncé Knowles – vocal, produtor, compositor - Stargate – produtor - Mark "Spike" Stent – mixer |

Fonte:

## Desempenho

### Performance nas tabelas musicais
Na European Hot 100 a canção atingiu a posição de 37. Estreou no UK Singles Chart no número 56, em 3 de Outubro de 2009. No mês seguinte alcançou a posição de número 27, permanecendo na parada britânica por 12 semanas consecutivas. A música ficou no número 12 na UK R&B Chart. Permaneceu por nove semanas na Irish Singles Chart, a melhor posição alcançada pela música na tabela musical foi a de número 20. Ficou por quatorze semanas consecutivas no número 14, na ARIA Singles Chart. A faixa entrou também no top 15 de outros países como a Alemanha, Bélgica e República Checa.
| Tabelas musicais (2009)               | Melhor posição |
| ------------------------------------- | -------------- |
| Alemanha - Media Control Charts       | 14             |
| Austrália - ARIA Singles Chart        | 14             |
| Austrália - ARIA Urban Singles Chart  | 4              |
| Áustria - Ö3 Austria Top 40           | 38             |
| Bélgica - Ultratop (Flandres)         | 7              |
| Bélgica - Ultratop (Valônia)          | 9              |
| Eslováquia - IFPI Slovenská Republika | 39             |
| Europa - European Hot 100             | 37             |
| Irlanda - Irish Singles Chart         | 20             |
| Portugal - Top 30 Ring Tones          | 7              |
| Reino Unido - UK Singles Chart        | 27             |
| Reino Unido - UK R&B Chart            | 12             |
| Chéquia - IFPI Česká Republika        | 15             |
| Suíça - Schweizer Hitparade           | 62             |

| Tabelas musicais (2009)              | Posição |
| ------------------------------------ | ------- |
| Austrália - ARIA Urban Singles Chart | 37      |
| Reino Unido - UK Singles Chart       | 189     |

## Histórico de lançamento
| País          | Data                   |
| ------------- | ---------------------- |
| Austrália     | 28 de Agosto de 2009   |
| Nova Zelândia | 28 de Agosto de 2009   |
| Europa        | 30 de Outubro de 2009  |
| Alemanha      | 20 de Novembro de 2009 |
| Brasil        | 23 de Novembro de 2009 |